# Boyfriend (Boy George)
Boyfriend è il terzo album di studio del cantante britannico Boy George, ex leader del gruppo inglese dei Culture Club, pubblicato da solista nel 1989, su etichetta Virgin.

## Il disco
Si tratta di uno dei due album europei solisti di Boy George (l'altro è Tense Nervous Headache, del 1988) che confluiranno nella raccolta intitolata High Hat, pubblicata in quello stesso anno per il mercato d'oltre-oceano. Il lavoro comprende anche, tra i quattro singoli estratti, il remix promo del brano del 1988, la polemica "No Clause 28", ribattezzata per l'occasione "No Clause 28 (Hi-Energy Mix)" e successivamente ripubblicata nell'album dei Jesus Loves You, The Martyr Mantras, nel 1990. Gli altri tre singoli sono il pezzo r'n'b che apre il disco, "Don't Take My Mind On A Trip" (che fu pubblicato anche in versione EP, con altri tre brani: "Girlfriend", "I Go Where I Go" e la cover "What Becomes Of The Broken Hearted" - queste ultime due tratte da Tense Nervous Headache), la stralunata "You Found Another Guy" e la divertente "Whether They Like It Or Not" (il cui lato B del maxi singolo include anche due versioni remixate del brano "Little Ghost", una cover originariamente inserita sul primo album solista, Sold, del 1987).
La versione del brano di apertura è leggermente diversa sia da quella del singolo che da quella inserita nella raccolta USA High Hat, remixata per la pubblicazione americana del singolo e dell'album. Tra gli altri brani del lavoro, si distinguono la ballata I'm Not Sleeping Anymore, unico momento lento del disco, e Girlfriend, da cui Boyfriend prende il titolo, contenuto nel ritornello, che oltre al titolo al femminile del singolo brano, «girlfriend» ripete anche varie volte la parola «boyfriend». Divertente l'intro parlata, in cui due ragazze piuttosto audaci fanno un discorso, scambiandosi una serie di brevi battute, botta e risposta, in cui si esalta l'amore libero, reso interessante dal fatto che la persona che si sceglie ha già un compagno o una compagna. Degli ultimi due brani che compongono l'album, l'acidissima Lies e la cadenzata Big dark Man (Waiting), quest'ultima comprende un intermezzo parlato in italiano, dove così recita la voce di una donna: "E adesso basta! Ne ho abbastanza di tutte le tue incertezze, delle tue manie... Baciami! Fammi volare! Stringimi! Stringimi!!!".
Nel complesso, l'album ha ottenuto ottimi riscontri commerciali in Italia, ma un successo piuttosto modesto nel resto dell'Europa. Negli Stati Uniti, il singolo Don't Take My Mind On A trip ha ricevuto una buona accoglienza nella classifica r'n'b. Pubblicato dopo il flop del precedente Tense Nervous Headache, che aveva prodotto, l'anno prima, il solo fallimentare singolo "Don't Cry" (Numero 60 nella classifica inglese, rimasto nelle classifiche due sole settimane), Boyfriend riscuoterà ancora meno successo nella madrepatria, dove solo il primo estratto, Don't Take My Mind On A Trip, entrerà nelle parti più basse della classifica, raggiungendo il Numero 68, e rimanendo anch'esso in classifica due sole settimane. Trionfo dei parlati, questo album del 1989 ripresenta la voce dell'ex primo ministro britannico, Margaret Thatcher, impersonata da Steve Nallon, a cui George fa dire, all'inizio del brano (già nella prima versione del 1987), la celebre frase: "Will the honourable gentlemen please shut up?" ('Vorrebbero gli onorevoli gentlemen cortesemente tacere?'), in perfetto stile della destra inglese, percepito come portatore di terrore dal Boy e dal suo séguito di fan orientati verso il riconoscimento dei diritti dell'omosessualità, non considerata in Gran Bretagna degna di essere promossa allo stesso livello dell'eterosessualità, e addirittura considerata come un crimine fino a poco tempo fa.

## Singoli, Maxi Singoli, EP, Lati B & Remix
Nonostante l'esigua durata del lavoro (coi suoi 40 minuti circa, l'album rientra in realtà nei più comuni standard degli anni ottanta), e nonostante gli scarsi risultati commerciali, Boyfriend ha prodotto una miriade di articoli di promozione, tra singoli, maxi singoli, EP, lati B parzialmente inediti e versioni remixate o alternative dei brani originari, tutti per lo più ignorati dalle varie classifiche, tranne quella r'n'b e quella dance, che accoglieranno, tra le posizioni medie, rispettivamente Don't Take My Mind On A Trip e No Clause 28 (Hi-Energy Mix). Curiosamente, i primi tre singoli promossi corrispondono alle prime tre tracce dell'album, da cui vengono estratti seguendone lo stesso ordine della track listing, mentre l'ultimo esce nella sola versione promo, ottenendo un inaspettato successo nei club.
Il primo estratto è dunque il pezzo di apertura del disco, Don't Take My Mind On A Trip, che esce in tre formati: singolo (sia in vinile che in CD, con due tracce), maxi singolo (con tre tracce) ed EP (con quattro tracce).
Il secondo è You Found Another Guy, che viene pubblicato in formato singolo e maxi singolo (contenente tre versioni: edit 7", mix 12" e versione a cappella).
Il terzo è Whether They Like It Or Not, disponibile in formato singolo e maxi singolo, con il lato B inedito parziale Little Ghost, pezzo già edito sul primo album solista di Boy George, Sold, del 1987, qui riproposto in due versioni, un lungo edit e un più breve remix.
L'ultimo estratto dall'album è proprio un remix, stavolta di No Clause 28, di nuovo di una canzone già pubblicata nel 1987, ma non inclusa su Sold. Il nuovo lungo remix, disponibile solo come promo, è molto diverso dall'originale, sia per il genere (hi-energy, rispetto alla acid house dell'originale), che per la durata (notevolmente maggiore) e il testo (viene aggiunto un bridge tra le strofe e il ritornello, mentre manca il lungo rap dell'originale). Coerentemente ribattezzato No Clause 28 (Hi-Energy Mix), il pezzo chiude l'album. Questa medesima versione hi-energy, molto apprezzata nelle discoteche, verrà re-inserita l'anno seguente nel successivo album, Jesus Loves You - The Martyr Mantras, di cui costituirà il brano di apertura del Lato 2, con il nuovo sottotitolo di «Pascal Gabriel Mix» (anche se il pezzo resta del tutto inalterato, completamente identico alla versione «Hi-Energy Mix»).

## Tracce

### Album
1. "Don't Take My Mind On A Trip" – 6:15 (Griffin)
2. "You Found Another Guy" – 4:28 (Griffin, Bell, Middleton)
3. "Whether They Like It Or Not" – 5:10 (Griffin, O'Dowd, Bell)
4. "I'm Not Sleeping Anymore" – 4:22 (Griffin, O'Dowd)
5. "Lies" – 4:31 (O'Dowd, Naslas)
6. "Big Dark Man (Waiting)" – 4:03 (O'Dowd, Vincent, Hornof)
7. "Girlfriend" - 5:03 (O'Dowd, Naslas)
8. "No Clause 28 (Hi-Energy Mix)" – 6:22 (O'Dowd, Maidman, Nightingale, Stevens, Fletcher)

### EP

#### Don't Take My Mind On A Trip
1. "Don't Take My Mind On A Trip" (7" Edit) – 4:06 (Griffin)
2. "I Go Where I Go" - 4:46 (O'Dowd, Naslas)
3. "Girlfriend" - 5:03 (O'Dowd, Naslas)
4. "What Becomes Of The Broken Hearted" - 4:40 (Weatherspoon, Dean, Riser)

### Singoli

#### Don't Take My Mind On A Trip
1. "Don't Take My Mind On A Trip" (7" Edit) – 4:06 (Griffin)
2. "Girlfriend" - 5:03 (O'Dowd, Naslas)

#### You Found Another Guy
1. "You Found Another Guy" (7" Edit) – 4:02 (Griffin, Bell, Middleton)
2. "You Found Another Guy" (A Cappella) – 3:33 (Griffin, Bell, Middleton)

#### Whether They Like It Or Not
1. "Whether They Like It Or Not" (7" Edit) – 4:33 (Griffin, O'Dowd, Bell)
2. "Little Ghost" – 5:17 (Mooney, Peroni)

### Maxi Singoli

#### Don't Take My Mind On A Trip
1. "Don't Take My Mind On A Trip" (U.S. Club Mix) – 6:15 (Griffin)
2. "I Go Where I Go" - 4:46 (O'Dowd, Naslas)
3. "Girlfriend" - 5:03 (O'Dowd, Naslas)

#### You Found Another Guy
1. "You Found Another Guy" (7" Edit) – 4:02 (Griffin, Bell, Middleton)
2. "You Found Another Guy" (12" Mix) – 5:28 (Griffin, Bell, Middleton)
3. "You Found Another Guy" (A Cappella) – 3:33 (Griffin, Bell, Middleton)

#### Whether They Like It Or Not
1. "Whether They Like It Or Not" (7" Edit) – 4:33 (Griffin, O'Dowd, Bell)
2. "Little Ghost" – 5:17 (Mooney, Peroni)
3. "Little Ghost (Scratch Mix)" – 3:40 (Mooney, Peroni)

#### No Clause 28
1. "No Clause 28 (Hi-Energy Mix)" - 6:22 (O'Dowd, Maidman, Nightingale, Stevens, Fletcher)

## Formazione/Musicisti

### Tracce 1-4
- Boy George: voce
- Teddy Riley: cori, arrangiamenti e tutti gli strumenti
- Lee Drakeford, Bernard Bell, Zan Marsha McClurkin, Mauricette Martin: cori
- D Mitchell: tecnico del suono
- Bill Esses: assistente tecnico del suono

### Tracce 5-8
- Boy George: voce
- Beverly Skeete: cori in 5, 6 & 7
- Belva Ann Haney: cori in 5 & 7
- Glen Nightingale: cori e basso in 6, chitarra
- Derek Green: cori in 6, 7 & 8
- Helen Terry: cori in 8
- Ian Maidman: basso in 8
- Amanda Vincent: tastiere in 6 & 8
- Vic Martin: tastiere in 6
- Ed Jones: sax in 6
- David Ulm: percussioni in 6
- Carol Steele, Andy Dewar: percussioni in 8
- Vlad Naslas: tutti gli altri strumenti
- Steve Nallon: voce Thatcher in 8
- Jeremy Healey, Joe Hornoff: programmazione

### Little Ghost
- Boy George: voce
- Richie Stevens: batteria, percussioni
- Vic Martin, Mike Timothy: tastiere
- Glenn Nightingale: chitarre e cori
- Ian Maidman: basso
- Juliette Roberts, Carroll Thompson, Lorenzo Hall, Helen Terry: cori
- Stewart Levine: produzione
- Jeremy Healy: remix
- David James: design
- Eddie Monsoon: fotografia
- John Maybury: illustrazione

## Staff/Produzione
- Gene Griffin: produzione tracce 1, 2, 3 & 4 per la G.R. Productions
- Teddy Riley: arrangiamenti tracce 1, 2, 3 & 4
- Vlad Naslas: produzione tracce 5 & 7 e remix tracce 2, 3 & 6
- Mike Pela, Boy George: produzione traccia 6 per la Powerplant London
- Bobby Z, Jeremy Healy: produzione traccia 8
- Emilio Pasquez: remix traccia 8
- Nick Knight: fotografia
- David James: design copertina
- Judy Blame: styling e direzione artistica
- Panic!: artwork
- Paul Starr: warpaint
- Tony Gordon Wedge Music: management
- Multicultural Club: fan club

## Dettagli pubblicazione
| Paese    | Data | Etichetta | Formato | N° Catalogo |
| Germania | 1989 | Virgin    | CD      | 259 762-222 |
| Italia   |      |           | LP      | 208 762-222 |